# Amador del Solar Cárdenas
Amador Felipe del Solar Cárdenas (Lima, 1863 - ibídem, 22 de agosto de 1926) fue un político peruano. Diputado por Castrovirreyna (1890-1894 y 1896-1899), Senador por Huancavelica (1905-1917) y Presidente del Senado (1916-1917). Fue también, por breve tiempo, Ministro de Gobierno y Policía, en agosto de 1906.

## Biografía
Hijo del destacado político y jurista Pedro Alejandrino del Solar y de Rosario Cárdenas. 
Cursó sus primeros estudios en el Seminario de Santo Toribio y en el prestigioso colegio de Melchor T. García. En 1878 ingresó a la Universidad Mayor de San Marcos, pero el estallido de la Guerra del Pacífico le hizo abandonar temporalmente los estudios. 
Se incorporó a la reserva y participó en la defensa de Lima. Luchó en las batallas de San Juan y Miraflores; en esta última se desempeñó como ayudante del dictador Nicolás de Piérola (1881).
Firmada la paz con Chile, apoyó al general Andrés A. Cáceres contra el presidente Miguel Iglesias, durante la guerra civil peruana de 1884-1885. En tal coyuntura, ejerció como secretario de su padre, que era el ministro General del gobierno revolucionario de Cáceres, y participó en la toma de Lima del 2 de diciembre de 1885, que puso fin a la guerra. Restablecida la paz, se graduó de bachiller en Jurisprudencia (1886) y se recibió como abogado. 
Fue elegido diputado por Castrovirreyna (1889-1900). Al lado de su padre, se unió a la Coalición cívico-demócrata, formada por los partidos Civil y Demócrata, cuyo líder era Piérola y que se alzó contra el segundo gobierno de Andrés A. Cáceres. Estalló así la guerra civil peruana de 1894-1895. Del Solar marchó a Tacna, donde fue nombrado jefe superior de los departamentos del sur, logrando la toma de Arequipa el 27 de enero de 1895. Pasó luego a ser sucesivamente ministro plenipotenciario en Bolivia (1899-1900), Brasil (1900-1903) y Colombia (1903). 
De vuelta al Perú, fue elegido senador por Huancavelica (1905) ocupando ese cargo hasta 1918. El presidente José Pardo y Barreda, abrumado por las crisis ministeriales, lo convocó para asumir el Ministerio de Gobierno, cargo que aceptó, pero que lo desempeñó de manera breve, del 1 al 15 de agosto de 1906, pues renunció al estallar el asunto Mac Clune. Este era el apellido de un ciudadano estadounidense empleado de la Cerro de Pasco Copper Corporation, que, en Morococha, había protagonizado un incidente violento, hiriendo con arma de fuego a unos pobladores de dicha localidad. Mac Clune fue enviado a Lima y tras estar preso por unos días, fue puesto en libertad, pudiendo entonces regresar tranquilamente a su país. El responsable de tal impunidad fue un juez de paz ilegal, estando también involucrados el comisario de Morococha y el prefecto de Junín. Del Solar fue interpelado en la Cámara de Diputados por este suceso, y al ver que la mayoría civilista se alzaba en contra suya, decidió presentar su renuncia.
Tras sucesivas reelecciones como senador en 1908, 1912 y 1915, fue elevado a la presidencia de su cámara en 1916, ya bajo el segundo gobierno de José Pardo.
Entre 1912 y 1913, asumió como Presidente del Club Nacional.
En 1917 pasó a ser ministro plenipotenciario en Japón (1917), y luego se trasladó a la Argentina con el mismo cargo. Al producirse en 1919 el golpe de Estado que elevó al poder a Augusto B. Leguía, renunció a su función diplomática y viajó a Europa. Regresó al Perú en 1921 y falleció en 1926.